# チョン・ニコル
チョン・ニコル（정니콜／Jung Nicole、1991年10月7日 - ）は韓国の女性歌手。KARAのメンバー。韓国系アメリカ人。

## 略歴
2007年3月、KARAのメンバーとして『the First Bloooooming』でデビュー。
2014年1月、DSPメディアとの専属契約満了によりKARAを脱退。
KARA脱退後はアメリカへ渡り、ダンスやボーカルのトレーニングを受けた。
2014年10月、B2Mエンターテインメントとの専属契約締結を発表。その後、俳優のチョン・イルとのデュエット曲「차라리 비 눈물에（むしろ 雨 涙に）」を公開。同年11月19日、ソロシンガーとして初のミニアルバム「First Romance」をリリースし、ソウル市内でショーケースを開催。楽曲はSweetuneが担当し、ニコル自身も楽曲から衣装までアルバム準備の全過程に直接参加した。また、SPICAのキム・ボア、INFINITEのドンウがフィーチャリングに参加した。
2015年6月24日、日本で初のソロシングル「Something Special」をリリース。また、5月30日には日本公式ファンクラブ設立を記念したイベント「Nicole’s Homecoming」を東京・豊洲PITで開催。
2016年2月17日、日本2ndシングル「DON'T STOP」をリリース。
2016年4月9日、『KCON 2016 Japan × M COUNTDOWN』（幕張メッセ）に出演。
2016年4月27日、日本1stアルバム『bliss』をリリース。
2016年4月29日・5月1日、日本ソロデビュー後初のライブ「2016 Nicole The 1st Live ～bliss～」を開催。（29日東京：ディファ有明、1日大阪：シアターBRAVA!）
2019年6月、日本の活動においてダイヤモンドミュージックと契約を締結。
2021年8月30日、FR C＆Cと専属契約を締結。
2022年9月19日、KARAの15周年記念アルバムリリースに伴い、グループに再び合流することが発表された。
2025年2月18日、iNKODEと専属契約を締結。

## 人物
- 名前は韓国名と米国名の二つを所持しており、アメリカ育ちで慣れ親しんだ「ニコル」を活動名としている。「ニコル」という名は、母が敬愛するC.W.ニコルに由来する（C.W.ニコルの場合はファミリーネームであるが、ニコルの母は女性のファーストネームに「ニコル」がある事を知り名付けた）。韓国名はチョン・ヨンジュ（정용주／鄭龍珠／Jung Yongju）。
- アメリカ合衆国カリフォルニア州ロサンゼルス郡グレンデール市の生まれで、小学校を卒業するまでカリフォルニア州で過ごし、中学校に入学する際にアリゾナ州に引っ越した。
- 特技はダンス、英語、料理。座右の銘は「後悔なく生きよう」。
- 自身の冠番組である『ニコルのキャンパスライフ』内の企画で、建国大学校の獣医学科を短期教育生として修了している。
- アメリカで生まれ育ち、幼少の一時期しか韓国に住んだことがなかったため、オーディションに合格して韓国に来た当時は、英語は流暢に話せるが朝鮮語はあまり話せなかった。朝鮮語も日本語と同様に同音異義語が多く、陸海空（ユッケゴン）とユッケや旧と九などクイズでの勘違い回答が多かった。この朝鮮語があまり得意ではないということが幸いして、レギュラー番組を獲得した。現在では朝鮮語は日常会話には不自由しない程度に上達しているが、朝鮮語と日本語を話す際、英語がしばしば混じっている。
- KARAのメンバー内では明るく元気担当、ニックネームは「コル」、「ニコラ」。テレビ番組では「元気なニコル」「ニコニコニコル」と自己紹介していた。楽曲のラップパートはニコルが主として担当していた。日本の番組でダンスを共演者などに教える際は、ニコルが指導する事が多かった。
- KARA時代、メンバー内で最も朝早く起きて、しっかり朝食を食べることが「一番大切なことです」と語ったが、一方で外出の10分前に起きると説明したこともある。
- 日本のバラエティ番組に出演した際、将来のことが話題に上がり、結婚候補者が現れたら愛を優先するか仕事を優先するかとの問いに、メンバーの中でニコルだけが、愛を優先する。愛の上にすべてが成り立っていると回答した。
- KARAのメンバーのハラを精神面でもサポートする優しさを見せ、ハラが単独出演する番組のために早朝起床が求められる際は、一緒に起きて身支度を手伝うことがある。
- 憧れの韓国俳優やアイドルはいるが、プライベートでは、男性と付き合ったことは未だないと『強心臓』と『ニコルのキャンパスライフ』で語った。好きな男性から、バックハグをされるなら嬉しいだろうと楽しい妄想をすることがある。
- 2012年の初単独コンサート「KARASIA」中に左足首靭帯を損傷した。その後の音楽番組では椅子に座りながらのダンスパフォーマンスをした。

## 作品

### 韓国

#### ミニアルバム
| No. | タイトル                       | 収録曲 |
| 1st | First Romance (2014年11月19日) | 1. Innocent ? (Feat.キム・ボア of SPICA) 2. MAMA 3. 7-2=오해 (Feat.ドンウ of INFINITE) 4. 조커：Joker (Feat.RICKY) 5. LOVE 6. MAMA (Inst.) |

#### MV
| Official Video |
| - MAMA         |

#### その他
- 이사람 / This Person (2012年12月27日) - Dazzling RED (KARA ニコル、4Minute キム・ヒョナ、Secret ヒョソン、SISTAR ヒョリン、AFTERSCHOOL ナナ)
- 차라리 비 눈물에 (2014年10月21日) - ニコル、チョン・イル (MBC「夜警日誌」OST)

### 日本

#### シングル
| No.                                  | タイトル                                    | 収録曲 |
| CJビクターエンタテインメントレーベル |                                             | |
| 1st                                  | Something Special (2015年6月24日)           | 1. Something Special 2. FANTASY 3. Something Special (Inst.) 4. FANTASY (Inst.) 5. LOVE –Japanese Ver.-           |
| 2nd                                  | DON'T STOP (2016年2月17日)                  | 1. DON'T STOP 2. BEST MAN 3. DON'T STOP (Inst.) 4. BEST MAN (Inst.) 5. recall (Bonus Track)                       |
| ダイアモンドミュージックレーベル     |                                             | |
| 3rd                                  | Champions（Prod.Tom＆Jame） (2019年9月25日) | 1. Champions(Prod.by Tom&Jame） 2. Promise 3. Champions(Prod.by Tom&Jame）-Instrumental- 4. Promise-Instrumental- |

#### デジタルシングル
| No.                              | タイトル                | 収録曲                              |
| ダイアモンドミュージックレーベル |                         |                                     |
| 1st                              | Promise (2019年7月31日) | 1. Promise 2. Promise-Instrumental- |

#### アルバム
| No.                                  | タイトル              | 収録曲 |
| CJビクターエンタテインメントレーベル |                       | |
| 1st                                  | bliss (2016年4月27日) | 1. Precious Time 2. HAPPY 3. Wonderful baby 4. Lunar 5. Say Good Bye 6. Lucky Day 7. Need A Love 8. Memories 9. recall 10. Something Special 11. DON'T STOP 12. Dream Of Love 13. MAMA-Japanese Ver.- (Bonus Track) |

#### DVD
| No.                              | 発売日        | タイトル                          |
| ダイアモンドミュージックレーベル |               |                                   |
| 1st                              | 2020年2月12日 | NICOLE CONCERT2019〜Summer Wave〜 |

#### 写真集
| No.                              | 発売日       | タイトル |
| ダイアモンドミュージックレーベル |              |          |
| 1st                              | 2019年6月7日 | hana.    |

## 出演
※KARAとしての出演はKARAを参照。

### テレビ番組
- スターゴールデンベル "目の高さをあわせて Season2"（2008年12月20日 - 2009年10月24日、KBS ）
- 日曜日の夜（2009年8月30日 - 2009年11月8日、MBC）
- ニコルのキャンパスライフ（2009年11月12日 - 2010年1月28日[13]、Mnet）
- 豪快ガールズ (2010年7月18日 - 2011年5月1日、SBS)
- SBS人気歌謡 （2011年11月20日 -  2012年8月19日[14]、SBS）
- バズリズム（2015年4月2日、日本テレビ）
- 有吉反省会（2019年9月7日、日本テレビ）
- ぐれジャニ（2023年8月24日、M-ON）[15]

### CM
- カムパギ英語（2010年、英語学習機）
- MANGO SIX（2011年、デザートカフェ）
- Kappa（2012年、スポーツブランド）

### MV
- A-JAX「HOT GAME」
- PURETTY「チェキ☆ラブ」